# Pieni-Lahnanen
Pieni-Lahnanen eller Lahnajärvi är en sjö i Finland. Den ligger i kommunen Pieksämäki i landskapet Södra Savolax, i den centrala delen av landet, 270 km norr om huvudstaden Helsingfors. Pieni-Lahnanen ligger 162 meter över havet. I omgivningarna runt Pieni-Lahnanen växer i huvudsak barrskog. Arean är 11,9 hektar och strandlinjen är 2,76 kilometer lång. Sjön  ingår i Kymmene älvs huvudavrinningsområde. 